# グッド・ワイフ
『グッド・ワイフ』（The Good Wife）は、アメリカ合衆国の放送局CBSで2009年9月22日から2016年5月8日まで放送された法廷もの・政治 テレビドラマシリーズ。

## 概要
専業主婦から13年ぶりに弁護士へと復帰した女性アリシア・フロリックが主人公のリーガル・ドラマ。2009年から放送を開始し、放送開始当初から好調に視聴者数を獲得し早々にフル・シーズンでの制作が決定、以後2016年まで全7シーズンに渡り22-23話のフル・シーズンで放送されたヒット・シリーズとなった。全156話。
ショーランナーはロバート・キングとミシェル・キングの夫妻。主人公と女性関係をリークされた夫のキャラクター設定は2008年に起きた元ニューヨーク州知事のエリオット・スピッツァーの売春疑惑事件を主に下敷きとしている等、様々な政治家のスキャンダルから着想を得て、その妻を焦点に当てたシリーズを作った。夫であるビル・クリントン元アメリカ合衆国大統領の不倫スキャンダルに見舞われ、弁護士資格も持つヒラリー・クリントンも主人公のモデルの一人とされている。夫妻は今作の脚本で全米脚本家組合賞を受賞する等の評価を得ている。また、映画監督・製作者としても著名なリドリー・スコットとトニー・スコットの兄弟が製作総指揮として名を連ね、兄弟の制作会社であるスコット・フリー・プロダクションズが参加している。なお、弟のトニーは放送期間中に死去したため、関わったのはシーズン3までとなっている。
舞台はシカゴとなるが、撮影はニューヨークで行われている。
受賞
プライムタイム・エミー賞ではドラマシリーズ部門作品賞の候補に二度あがっている(シーズン1・2)。また俳優では主演女優賞にジュリアナ・マルグリーズが二度、カリンダ・シャルマ役のアーチー・パンジャビがシーズン1で助演女優賞を受賞している。
また、マルグリーズはゴールデングローブ賞でもテレビ部門のドラマシリーズ主演女優賞を受賞している。
日本での放送や視聴
日本では、シーズン1がNHK-BS2で2010年10月5日から、シーズン2がNHK BSプレミアムで2011年10月7日から、シーズン3が2012年10月4日、シーズン4が2014年4月3日から放送された。女性チャンネル♪LaLa TVでもシーズン1が2011年11月27日、シーズン2が2012年10月6日から放送された。Dlifeでも2017年5月22日より放送され、2019年10月からは日本初となるシーズン5の放送が始まったが、Dlifeは2020年3月末で閉局されたためシーズン6以降の放送は行われなかった。
2016年からAmazonプライム・ビデオにてシーズン7までの全話が配信された。NHKで放送がなかったシーズン5以降は字幕版のみであったが、2017年にNetflixで配信が開始された際、シーズン5以降の吹替え版がNHKと同じキャストにより制作され、順次追加された。U-NEXTでも、Netflixと同様にシーズン7までの字幕版・吹替版を配信中。
日本版DVDのタイトルは『グッド・ワイフ 彼女の評決』。2011年から2014年にかけてNHKで放送されたシーズン4までが発売され、以降のシーズンの発売が止まっていたが、2019年に残りの3シーズンが発売された。

## あらすじ
イリノイ州の州検事が夫であり、その夫との間に二人の子を持つ母親でもあるアリシア・フロリックは、夫のピーター・フロリックがセックス・スキャンダルを発端とする収賄容疑により失脚し州検事を辞職、更に刑務所に収監されたことを機に、二人の子を養うために13年ぶりに弁護士へ復帰する。アリシアはシカゴでも大手となる弁護士事務所「ロックハート・ガードナー弁護士事務所」に入所、事務所の代表パートナーの一人は大学時代の同窓生であるウィル・ガードナーで、もう一人はフェミニストの民主党員として有名なダイアン・ロックハートである。
アリシアと同期で雇われたのは、ハーバード大学法科大学院卒の新人弁護士ケイリー・アゴス。アリシアとケイリーはあくまで仮採用であり、優秀な方をアソシエイト弁護士として正式に雇うこととなっているため、ケイリーと一席しかない正式採用の枠を争うことになる。アリシアは優秀な調査スタッフのカリンダ・シャルマの協力等を受け、様々な訴訟を経験し弁護士として成長していく。一方で、夫ピーターの控訴審が始まり、裁判で無罪を勝ち取り州検事として復帰するという野望を持つピーターと対立する現職州検事のチャイルズの争いに、アリシアと家族も巻き込まれていく。

## 登場人物

### フロリック家
アリシア・フロリック
演 - ジュリアナ・マルグリーズ、日本語吹替 - 野沢由香里
ロースクールを首席で卒業して2年間弁護士として活躍した後は、良き妻、良き母として家庭に専念してきた。しかし州検事の夫ピーターが逮捕され、家族を養うために13年ぶりに弁護士に復帰。人間味のある優秀な弁護士としてさまざまな訴訟に挑む一方、家庭では母として息子ザックと娘グレースを気遣う。また、夫に裏切られたと感じ苦悩する。
ピーター・フロリック
演 - クリス・ノース、日本語吹替 - 中田譲治
仕事の能力が高く、背が高くハンサムな男性。アリシアの夫となり、ザックやグレースの父親となった。州検事となり清廉潔白で有名だったが、娼婦との浮気スキャンダルと汚職疑惑で辞任。のちに逮捕、収監される。妻アリシアを同伴した辞任会見では、女性スキャンダルは認めるものの、汚職疑惑は否定し、将来の検事復帰を宣言する。収賄罪で懲役10年の判決を受けるが、無実を訴えて控訴する。再審開始が決定され、基本的にアリシアのアパートのみで過ごすことを条件に場所検知装置付きの足輪を装着されて仮釈放されるとやがてアリシアとの仲も修復した。再審は有罪を決定づけていた証人が自殺すると、有罪の見込みが無くなった検察が起訴を取り下げ無罪となった。アパートが手狭になったので家族全員で新居へ引っ越し予定だったが、検事時代に部下だったカリンダと関係したことがアリシアに知られ追い出されて、ひとり新居に移る。州検事に立候補・当選すると、ウィル・ガードナーの判事買収疑惑を追及するが、起訴に失敗。その後、州知事に立候補し、選挙キャンペーンや当選直後のアリシアの独立騒動のさなかアリシアとの関係が修復するが、みたび決裂してアリシアから「ビル・クリントンとヒラリーの関係」つまり公的には夫妻としてみせるが私生活は別と告げられてしまう。
ザック・フロリック
演 - グラハム・フィリップス、日本語吹替 - 江口拓也
アリシアとピーターの息子で グレースの兄。高校生。素直で真面目な男の子。今時の男の子らしくPC（コンピュータ）を操作するのが得意で、周囲の人がPCの操作で困った時に助けてくれる。恋愛関係がピーターの選挙に影響を与えることを心配したイーライ・ゴールドにたびたび介入され、そのことでアリシアがイーライに怒ったことがある。
グレース・フロリック
演 - マッケンジー・ヴェガ、日本語吹替 - 須藤祐実
アリシアとピーターの娘でザックの妹。好奇心が旺盛で、キリスト教や聖書にも興味を持ち教会にも行こうとし、信仰心が欠如していて教会に通わずキリスト教のことをあまり知らないアリシアを困惑させ、また思春期の女の子らしく異性に対しても次から次へと接近しようとし、そういうことでもアリシアを心配させる。母親のアリシアや祖母ジャッキーが自分に干渉しすぎると感じている。
ジャッキー・フロリック
演 - メアリー・ベス・ペイル、日本語吹替 - 藤波京子
ピーターの母親。ザックやグレースにとっての祖母。アリシアにとっての姑。家庭のピンチの時に助っ人として、家事を手伝ってくれたり、ザックやグレースの送り迎えもしてくれるので、「助かる存在」ではあるのだが、ピーターに対しても、ザックやグレースに対しても、アリシアに対しても、あれこれと「余計なおせっかい」を焼きすぎる傾向があり、おまけに相談もせずに独自の判断で行動してしまうこともあるので、皆にとって「困った存在」でもある。

### ロックハート&ガードナー法律事務所
ダイアン・ロックハート
演 - クリスティーン・バランスキー、日本語吹替 - 小宮和枝
ロックハート&ガードナー法律事務所の共同経営者。非常に経験豊かで、タフな弁護士。実質事務所のNo.1であり、事務所の財務管理も（ウィルではなく）彼女が行う。リベラルで民主党を支持するフェミニストで、事務所の自室にはヒラリー・クリントンとのツーショット写真を飾っている。ブロンドで独身だったが、共和党支持、銃規制強化反対、ティーパーティー運動支持という政治的にまったく逆の信条を持つ弾道調査専門家カート・マクベイに惹かれ、交際し結婚することになる。当初はケイリー・アゴスのほうを推薦していたが、徐々にアリシアの実力を認めていき、やがてメンター的存在となる。尊敬される地位になることを望んでおり、第2シーズンでは民主党の女性委員会から州最高裁判事候補の打診があったが党の方針変更で取り消され、第5シーズンでは州知事選挙中にダイアンを州最高裁判事候補に指名すると公言していたアリシアの夫・ピーターが当選したが、アリシアの独立をロックハート&ガードナー法律事務所が妨害したことからダイアンは事務所退任の準備にはいっておりその行為に関わっていなかったのに、報復的に取り消されてしまった。
ウィル・ガードナー
演 - ジョシュ・チャールズ、日本語吹替 - 田中明生
ロックハート&ガードナー法律事務所の共同経営者。有能な弁護士で、出世欲も強い。独身でプレイボーイ。休日には判事達とバスケットボールを楽しむ。アリシアの学生時代からの友人で、彼女が仕事を探していると知りアリシアを推薦した。アリシアとは大学時代から微妙な関係だったが、一時期、アリシアと深い関係になる。州検事に返り咲いたピーター・フロリックがウィルと判事達がバスケットボールの勝敗で少額(といっても100～200ドル)の現金のやりとりや、バスケ仲間の判事相手の裁判では事務所の勝率が高いことなどからウィルの買収容疑を追及し大審院で審理されたが、起訴は免れた。しかし過去の依頼人の預かり金の私的流用の件を蒸し返されて弁護士会の倫理規定違反から半年の弁護士業務停止処分を受ける。ダイアンが州最高裁判事候補としてインタビューでそのことを批判的なニュアンスで語ったことからダイアンを激しく非難して、一時期関係が悪化した。その間に事務所は経営危機で管財人管理下に陥りなんとか再建するが、アリシアやケイリーは事務所から独立。弁護士業務に復帰すると事務所をLG法律事務所と改名して、全米トップの法律事務所を目指すとし、ニューヨークやロスアンジェルスの法律事務所を買収し始める。アリシアとケイリーが独立したフロリック＆アゴス法律事務所とは大手企業の顧問弁護業務獲得あらそいや裁判で激しくやりあう。しかし、長期拘留で精神的に不安定になっていた依頼人が裁判中に廷吏の銃を奪い発砲、銃撃されたウィルは死亡した。その直前にアリシアの携帯電話に「また電話する」と留守録を残していたが、それが私的な関係を終わらせ事務所からも独立したアリシアを「許す」なのか「許さない」なのか、アリシアは悩むこととなる。
ケイリー・アゴス
演 - マット・ズークリー、日本語吹替 - 茶花健太
ハーバード大学法科大学院卒の青年弁護士。一つしかないジュニア・アソシエイトの座を、半年の試用期間でアリシアと争う事になる。将来のキャリアアップのための野心は満々。まだ経験は浅いが、目的のためには手段を選ばぬしたたかさを持っている。採用争いでアリシアに敗れたあと検事局に採用されてアリシアの夫、ピーターの部下となる。検事局では検事代理まで出世するが、前の職場・上司の情報を明かさずウィル・ガードナーの起訴に失敗したことで降格、物置部屋のようなところに左遷されていた時にウィルから誘われてロックハート&ガードナー法律事務所に復職。事務所の経営危機の時にアリシアと一緒にパートナーに昇格すると言われるが、反故にされたことからアリシアも誘って独立。フロリック＆アゴス法律事務所を立ち上げ、アリシアと共同経営者となる。
カリンダ・シャルマ
演 - アーチー・パンジャビ、日本語吹替 - 米倉紀之子
ロックハート&ガードナー法律事務所の調査スタッフ。インド系アメリカ人で、クールな美女。調査の仕事の能力が非常に高く、度胸と行動力も備える。事務所が裁判で勝利するため必要な証拠や情報類を巧みに集め、アリシアにとっても強力な片腕となる。以前 州検事局で勤めていたがアリシアの夫ピーターのもとで3年務めたが解雇された、という過去があることは率直に明かすが、解雇された本当の理由は隠している。バイセクシュアルということも仕事場では伏せている。
デヴィッド・リー
演 - ザック・グルニエ、日本語吹替 - 真田五郎
ロックハート&ガードナー法律事務所のシニア・アソシエイト。弁護士。家族法部門のチーフ。アリシアがピーターとの離婚を本気で考えていた時期、アリシアから依頼されて親権や財産分与で有利になるように弁護士として助言していた。後のシーズンでは上昇志向の強さ、卑劣さが顕著となり、事務所の経営危機のときは独立しようとするが、管財人からデヴィッドの数百万ドルの出資金の返金はだいぶ先、事務所が破綻すればそれも出なくなると言われると撤回し、シーズン5ではダイアンの追放とその撤回の両方に真っ先に賛成し、アリシアとケイリーの独立を造反と捉え、一緒に移籍した若手を地位と報酬で懐柔し偽証させるなど、妨害と嫌がらせを繰り返し、対抗するためにケニングの事務所と合併する。しかしダイアンが離脱しフロリック＆アゴスに合流すると、事務所の賃貸契約がダイアン個人に属するものだったためにケニングとともに追い出されるがケニングとも反りがあわず、ロックハート＆アゴス法律事務所(アリシアは検事選出馬のため離脱)に合流して、また元の仕事場に戻ってきた。
スピンオフ『グッド・ファイト』ではパートナーになっており、ダイアンの離脱にガッツポーズまで見せた。
ジュリアス・ケイン
演 - マイケル・ボートマン、日本語吹替 - 加藤亮夫
ロックハート&ガードナー法律事務所のシニア・アソシエイト。弁護士。
ジョナス・スターン
演 - ケヴィン・コンウェイ、日本語吹替 - 渡部猛（S1）→加藤精三（S2〜3）→津久井教生（S4〜）
ロックハート&ガードナー法律事務所の前身、スターン・ロックハート&ガードナー法律事務所の共同創設者。公民権運動に関わる訴訟で高名なリベラル派弁護士。認知症を患ったためオフィスに顔を出さなくなり、ダイアンやウィルとの関係が悪化する。認知症の事実はアリシアのみが知っている。アリシアからは引退することを勧められるが聞き入れず、その後顧客を引き連れて独立。ロックハート&ガードナー法律事務所と裁判で対決することもあったが、急死した。
ハワード・ライマン
演 - ジェリー・アドラー、日本語吹替 - 佐々木敏
スターン・ロックハート&ガードナー法律事務所創設時からのパートナー弁護士。高齢のためすでに現役を引退しておりポストは名ばかりのもの。度々セクハラ発言と奇行でトラブルを招きウィルは解雇まで考えたが、『グッド・ファイト』でもパートナーに名を連ねている。
ロビン・バーディーン
演 - ジェス・ワイクスラー、日本語吹替 - 川瀬晶子
シーズン4で新たに雇われた調査スタッフ。財務省で働いた経験があり、「カリンダとも衝突しない」という理由で雇われた。ロックハート&ガードナー分裂の際はアリシア、ケイリーと行動を共にする。

### 州検事局
グレン・チャイルズ
演 - タイタス・ウェリヴァー、日本語吹替 - 水内清光
州検事。ピーターの政敵。ピーターのスキャンダルを報道機関にリークする。
マタン・ブロディ
演 - クリス・バトラー、日本語吹替 - 樋渡宏嗣
検事補。かつてはピーターの下で働いていたが、現在はピーターと距離を置いている。
ウェンディ・スコット＝カー
演 - アニカ・ノニ・ローズ、日本語吹替 - 増岡裕子
チャイルズの元部下。アドラー首席判事の推薦により、州検事選に立候補する。アフリカ系アメリカ人。

### 弁護士・コンサルタント
ダニエル・ゴールデン
演 - ジョー・モートン、日本語吹替 - 津田英三
ピーターの弁護士。ピーターとイーライを引き合わせる。
イーライ・ゴールド
演 - アラン・カミング、日本語吹替 - 横堀悦夫
州検事再選のためピーターが迎えた政治コンサルタント（political consultant）で、マスコミ対応やリスク管理を担当し、いかにも政治コンサルタントらしく、世の全てのものごとをあくまで「選挙での勝利」という観点から評価・判断し、大抵の人々から「人でなし」と呼ばれるような冷酷な手法ですら平然と使い、ピーターの州検事再選（やその後の政治的な野心）の実現のために尽力する。ユダヤ人（ユダヤ系アメリカ人）。ロックハート＆ガードナー弁護士事務所にパートナーとして在籍していたことがある。
スピンオフでのマリッサゴールドの父親
エルズベス・タシオニ
演 - キャリー・プレストン、日本語吹替 - 伊倉一恵
弁護士。いわゆる「赤毛女」と英語圏で形容される性格の持ち主。機械類の操作が苦手で、複数のことを同時並行的にごちゃまぜに扱うので、話の途中で突然相手が身に着けているものを褒めたり、何かを言いかけたと思ったら途中で話をやめたりして、周囲をやや困惑させるなど、普段は不思議な言動が多く、精神鑑定にて不安定と認定されてしまうほどである。だが頭の回転が速く、直観的に物事の本質を掴むことにも長けており、持ち前の精神的性質を活かして「意表をついた弁護」もでき、依頼者にとっては頼りになる弁護士となってくれる。一般的な訴訟だけでなく、連邦裁判や大陪審、スポーツ仲裁裁判でも自分の有利な状況に持ち込む。第1シーズンで初登場し、仮釈放中に逮捕されかけたピーターを救い、その後の裁判でもピーターの汚職疑惑を完全に晴らす。第3シーズンでは、財務省での証言と弁護士の守秘義務の狭間に落ちたアリシアを救う。また、ウィルが判事買収の疑惑をかけられたケースを不起訴に持ち込んだことで、彼の弁護士としての地位や事務所そのものを救う。これらの出来事により、アリシア・ウィル・ダイアンの3人は強く恩を感じており、第4シーズンにてエルズベスが窮地に立たされた際には率先してその弁護やサポートに回った。同様の第4シーズンでは、イーライが共謀罪で訴えられたケースで代理人を担当し、訴えを棄却させる。ロックハート&ガードナー法律事務所にとっては救世主とも言える存在である。
デリック・ボンド
演 - マイケル・イーリー、日本語吹替 - 枝折努
ボンド&アソシエイツを経営する弁護士。ウィルの友人で、ロックハート&ガードナー法律事務所に接近する。
カート・マクヴェイ
演 - ゲイリー・コール、日本語吹替 - 金尾哲夫
いくつかのケースでロックハート&ガードナー法律事務所を助ける弾道検査の専門家であり、仕事を重ねるうちにダイアンと恋愛関係となる。ダイアンと彼は政治的支持の違いにもかかわらず、シーズン5で結婚する。
ルイス・ケニング
演 - マイケル・J・フォックス、日本語吹替 - 及川ナオキ
当初はロックハート＆ガードナー事務所が手掛けた薬害訴訟で被告となった製薬会社側の大手弁護士事務所の担当弁護士として登場。その後、独立してニューヨークで個人事務所を経営する弁護士。遅発性ジスキネジアと闘っていて、手足がやや不自由。アリシアの担当する訴訟で被告側の弁護士を務めることが多いのだが、持病ですら利用して陪審員や裁判官の同情を買ってその心理操作をしたり、さまざまな狡猾な手法も用いるなどしてアリシアたちの前に立ちはだかる。アリシアの能力を高く評価し、たびたび引き抜こうと持ちかける。仕事では狡猾な手を使うが、家庭では良き夫、良き父親。
パトリシア（パティ）・ナイホルム
演 - マーサ・プリンプトン、日本語吹替 - 早野ゆかり
弁護士。ブロンド。2児の母。ロックハート&ガードナー法律事務所とは医療に関する訴訟にて対峙することが多い。ロックハート&ガードナー法律事務所を敵視している。第2シーズンでは事務所を一時解雇されて、訴えを起こすためウィルに代理人を依頼する。第3シーズンではケニングと結託してロックハート&ガードナー法律事務所の大口クライアントであるエデルスタインを奪っていったことから、事務所の経営危機を招く。
ナンシー・クロージャー
演 - メイミー・ガマー、日本語吹替 - 小暮智美
弁護士。ブロンド。法廷で複数の訴訟でアリシアと対立。法廷ではを発揮する。
マイク・クレスティーバ
演 - マシュー・ペリー、日本語吹替 - 桐本琢也
弁護士。ブルーリボン委員会委員長。ピーターの対立候補として州知事選に立候補することを画策する。
ルッカ・クイン
演 - クシュ・ジャンボ
弁護士。第7シーズン冒頭で個人事務所を開いたアリシアが裁判所で出会う駆け出し弁護士。公選弁護人としてはアリシアの先輩格で二人で組んで仕事を進めることになる。

### 裁判所
ヴィクトリア・アドラー主席判事
演 - ケイト・バートン、日本語吹替 - 蓬萊照子
ダイアンの友人。州検事選にウェンディを擁立する。
バークス判事
演 - デヴィッド・ウォロス＝フォンテノ、日本語吹替 - 田中完
ダン判事
演 - ディック・ラテッサ、日本語吹替 - 側見民雄
クエスタ判事
演 - デヴィッド・ペイマー、日本語吹替 - をはり万造
バクスター判事
演 - トニー・ゴールドウィン、日本語吹替 - 高橋広司

### その他のゲストキャラクター
ケニー・チャタム
演 - スペンサー・トリート・クラーク、日本語吹替 - 杉村憲司
シーズン1第3話に登場。以前フロリック家が居住していた高級住宅街ハイランドパークに暮らすティーンエイジャー。幼少の頃、アリシアに子守をされていた。アリシアのことを慕っており、アリシアを忌避する両親のことを軽蔑している。
リチャード・チャタム
演 - ボイド・ゲインズ、日本語吹替 - 安井邦彦
シーズン1第3話に登場。ケニーの父。
ローレン・チャタム
演 - エリザベス・マーヴェル、日本語吹替 - 佐藤しのぶ
シーズン1第3話に登場。ケニーの母。アリシアが郊外に住んでいた頃の友人。ピーターのスキャンダルが発覚して以来、アリシアのことを疎んじている。
サラ・コンリー
演 - サリー・マーフィー、日本語吹替 - 日野由利加
シーズン1第5話に登場。クロスナショナル輸送社員で、同社のエンジニアと不倫関係にあった。
パトリス・ウィルコックス
演 - リンダ・パウエル、日本語吹替 - 堀越真己
シーズン1第6話に登場。強盗容疑で逮捕された容疑者の妻。
コリン・スウィーニー
演 - ディラン・ベイカー、日本語吹替 - 仲野裕
シーズン1第12話に登場。妻殺しの容疑をかけられた社交界の名士。裁判の末無罪となり、以後複数シーズンに渡り再登場する。
スローン・バーチフィールド
演 - ミランダ・コスグローヴ、日本語吹替 - 水樹奈々
シーズン2第7話に登場。ティーンエイジャーのアイドル。飲酒運転をしたために起訴されるが、記憶がなく、本当の犯人は妹だと判明される
ナタリー・フローレス
演 - アメリカ・フェレーラ、日本語吹替 - 冠野智美
シーズン2第15話で初登場。大学生。メキシコ出身で、アメリカの市民権は持っていない。
クラーク・ヘイデン
演 - ネイサン・レイン、日本語吹替 - 岡田吉弘
シーズン4第1話から登場。ロックハート&ガードナー法律事務所の管財人。事務所を経済的に立て直すため、判事の決定に従って送り込まれてきた。
マディ・ヘイワード
演 - モーラ・ティアニー、日本語吹替 - 葛城七穂
シーズン4第2話から登場。ロックハート&ガードナー法律事務所が入居するビルの新しいオーナーであり、「半導体の女王」と呼ばれている。

## 関連作品

### スピンオフ
本作が完結した一年後の2017年に、ダイアン・ロックハートを主人公としたスピンオフドラマ『グッド・ファイト』がインターネット用の配信ドラマとして製作され、2020年現在シーズン4まで継続している。

### 海外リメイク
2016年の韓国を筆頭に、複数の国でローカライズされたリメイク版が製作されている。
- 韓国 - 2016年7月よりtvNの金土ドラマ枠『굿 와 이 프』のタイトルで放送された。全16話。主演はチョン・ドヨン。

- 日本 - 2019年1月よりTBSテレビの「日曜劇場」枠で『THE GOOD WIFE / グッドワイフ』のタイトルで放送された[7]。全10話。主演は常盤貴子。

- ロシア - 2019年11月よりNTVで放送[8]。ソニー・ピクチャーズ テレビジョン・ロシアにより製作された[9]。タイトルは『Хорошая жена』[8]。全22話[10]。主演はアレクサンドラ・ウルスリャック（ロシア語版）。